# Apatura rhea
Apatura rhea är en fjärilsart som beskrevs av Felder 1863. Apatura rhea ingår i släktet Apatura och familjen praktfjärilar. Inga underarter finns listade i Catalogue of Life.